# Амин, Марта
Марта (Мярта) Амин (швед. Märta Améen, полное имя Märta Augusta Karolina Emma Axelsdotter Améen, урождённая Sparre; 1871—1940) — шведская художница и скульптор, дворянка (friherrinna).

## Биография
Родилась 28 февраля 1871 года в Вене в семье художников Карла Спарре и его жены Эммы Спарре. Через несколько лет после рождения Марты родители переехали из Вены в Дюссельдорф, где пробыли один год. Затем перебрались в Париж, где девочка пошла в школу.
В 1881 году семья переехала в Швецию и жила в загородном поместье в Сёрби, лена Эстергётланд. Здесь было много животных, но особенно Марта была привязана к лошадям. В 1885 году родители пострадали от экономического кризиса, продали усадьбу и переехали в Гётеборг. Здесь Марта получила первые уроки живописи от своих родителей.

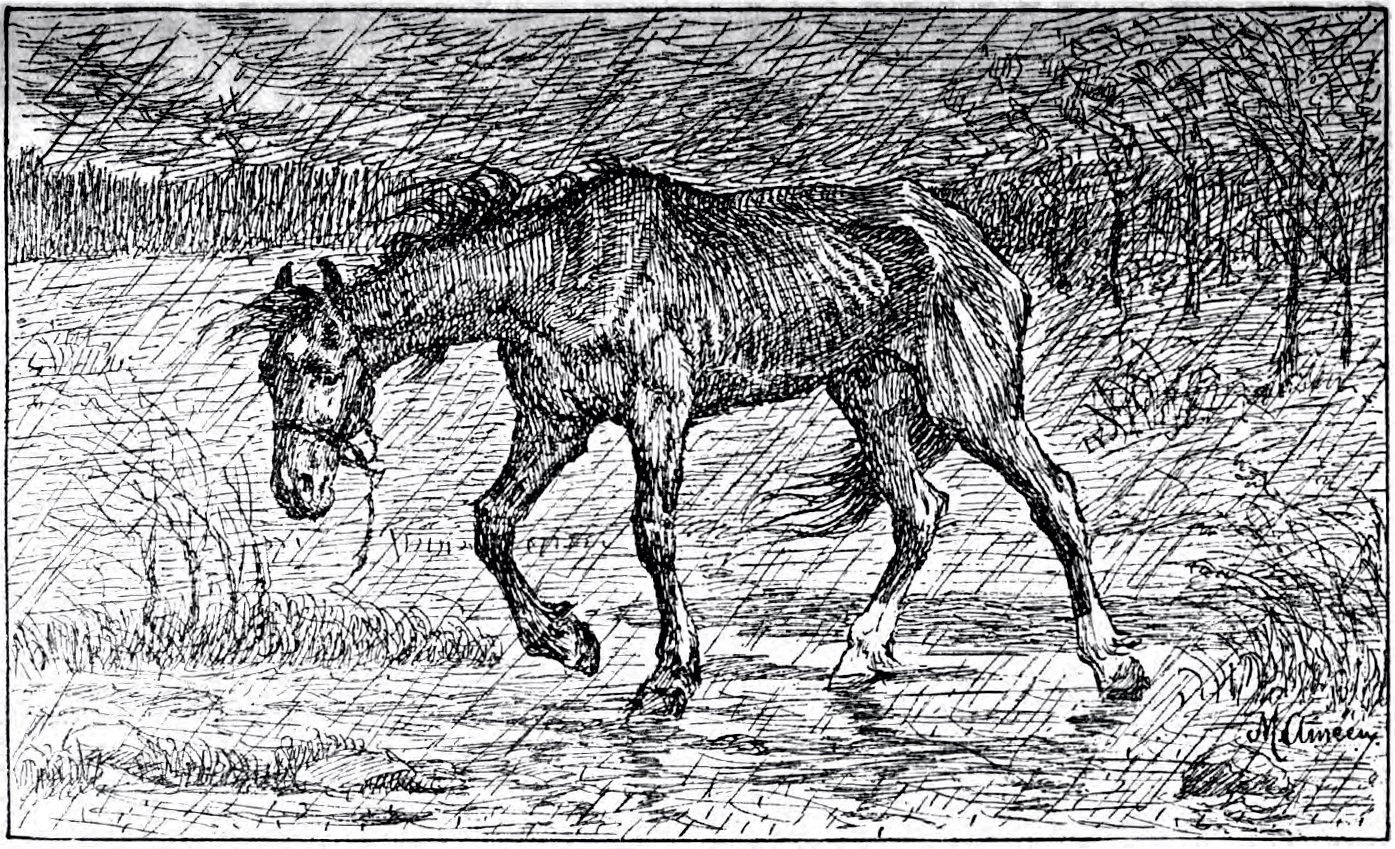
Рисунок Den gamla hästen

В 1888 году вместе со своей матерью Марта приехала в Париж для обучения в Академии Коларосси, также обучалась у других французских художников. По возвращении в Стокгольм, работала здесь и выставлялась. Привлекла наибольшее внимание как скульптор, среди прочих работ которой выделялись группы лошадей в небольшом формате, которые она выставляла и в Стокгольме, и в Париже.
Работы Марты Амин представлен, в частности, в Национальном музее Швеции в Стокгольме.
С 1893 года Марта была замужем за военным, генерал-майором Джоном Амином, который был хорошим пейзажистом.
Умерла 25 июня 1940 года.